# PECL
PECL – repozytorium rozszerzeń języka PHP. Nazwa jest skrótem od "PHP Extension Community Library". Zawiera darmowe moduły oparte na licencji open source tworzone przez programistów z całego świata. Począwszy od wydania PHP 5 do PECL przeniesionych zostało wiele wcześniejszych modułów oficjalnych, najczęściej tych niestabilnych lub rzadko używanych.